# 庭田重親
庭田 重親（にわた しげちか）は、戦国時代の公卿。中山家11代当主・中山宣親の次男。官位は正三位・権中納言。本願寺顕如の外祖父にあたる。庭田家9代。

## 経歴
文亀元年（1501年）、庭田重経が急死し、重経室（中山康親の娘）の叔父にあたる重親が庭田家を継いで叙爵を受ける。永正18年（1521年）正四位上・蔵人頭に任ぜられ、大永4年（1524年）に従三位・参議に任ぜられる。享禄元年（1528年）に権中納言に任ぜられ、享禄3年（1530年）に正三位に叙せられる。
天文2年（1533年）12月に春日大社の神楽に参加するために奈良に下向し、笛を吹いた直後に倒れ、そのまま逝去した。

## 系譜
- 父：中山宣親
- 母：祐心（本願寺蓮如の十女）
- 妻：中院通世の娘
- 妻：今出川季孝の娘
  - 男子：庭田重保
  - 女子：顕能尼 - 本願寺証如の正室